# Eston Hemings
Pour les articles homonymes, voir Hemings.
Eston Hemings Jefferson (21 mai 1808 à Monticello (Virginie) - 3 janvier 1856) à Madison (Wisconsin), né esclave à Monticello, est le plus jeune fils de Sally Hemings, une esclave métisse. La plupart des historiens qui ont étudié la question croient que son père était Thomas Jefferson, le président des États-Unis.  Un test ADN, effectué en 1998, a montré qu'un descendant d'Eston correspondait bien à la lignée masculine de Jefferson, et des preuves historiques appuient elles aussi la conclusion que Thomas Jefferson était probablement le père de Eston,,. Beaucoup d'historiens croient que Jefferson entretenait une relation avec Sally Hemings et qu'elle lui a donné six enfants, dont quatre atteignirent l'âge adulte.
Dans son testament, Jefferson libéra Eston et son frère ainé Madison Hemings, car ils n'étaient pas encore majeurs à sa mort. Tous deux se marièrent et vécurent à Charlottesville, en Virginie, avec leurs familles et leur mère Sally jusqu'à la mort de cette dernière en 1835. Les deux frères et leurs jeunes familles s'installèrent à Chillicothe, en Ohio, pour vivre dans un État libre, où Eston Hemings gagna sa vie comme musicien et artiste.
En 1852, Eston Hemings s'installa avec sa femme et ses trois enfants à Madison, dans le Wisconsin, où ils changèrent leur nom de famille pour celui de Jefferson et entrèrent dans la communauté blanche. Leurs fils servirent tous deux dans l'armée de l'Union, et l'ainé, John Wayles Jefferson, atteignit le grade de colonel. Installé à Memphis, dans le Tennessee, il devint un riche courtier en coton et ne se maria jamais.
Les autres enfants d'Eston, Beverly et Anna Jefferson, se marièrent dans la communauté blanche, et leurs descendants s'identifiaient comme blancs. Les cinq fils de Beverly Jefferson firent des études et trois d'entre eux exercèrent comme médecin, avocat et administrateur au chemin de fer. C'est un de leurs descendants masculins qui a été testé pour l'étude d'ADN effectuée en 1998.